# Marrony
Marrony, mit vollem Namen Marrony da Silva Liberato (* 5. Februar 1999 in Volta Redonda), ist ein brasilianischer Fußballspieler, der seit August 2021 beim FC Midtjylland unter Vertrag steht.

## Karriere
Marrony wechselte im Jahr 2015 in die Jugendakademie vom CR Vasco da Gama. Im Januar 2018 wurde er in die erste Mannschaft befördert und gab am 24. Januar sein Debüt bei der 1:2-Auswärtsniederlage gegen die AD Cabofriense in der Campeonato Carioca.
Seit Debüt in der höchsten brasilianischen Spielklasse gab er am 7. September (23. Spieltag), als er bei der 1:2-Auswärtsniederlage gegen América Mineiro in der zweiten Halbzeit für Yago Pikachu eingewechselt wurde. Sein erstes Saisontor erzielte er am 25. September (26. Spieltag) beim 2:1-Heimsieg gegen den EC Bahia. In der Saison 2018 kam er in 12 Ligaspielen zum Einsatz, in denen er ein Tor erzielte.
Am 17. Februar 2019 gewann Marrony mit seinem Verein die Taça Guanabara. In der nächsten Série A 2019 wurde er zum unumstrittenen Stammspieler im Trikot der Almirante. Die Saison beendete er mit vier Toren und zwei Vorlagen, welche er in 34 Ligaspielen sammeln konnte. Aufgrund der COVID-19-Pandemie bestritt er in der folgenden Saison 2020 bis zu seinem Wechsel nur 13 Pflichtspiele, in denen er keinen Torerfolg verbuchen konnte.
Am 15. Juni 2020 wechselte Marrony zum Ligakonkurrenten Atlético Mineiro, der sich 56 % der Transferrechte für eine Ablösesumme in Höhe von 21 Millionen Real sicherte und ihn mit einem Fünfjahresvertrag ausstattete. Beim Gewinn der nationalen Meisterschaft 2021 war Marrony kein Bestandteil des Kaders mehr. Für eine Ablösesumme von 4,5 Millionen Euro war er im August des Jahres an den FC Midtjylland aus Dänemark verkauft worden. Mit dem Klub konnte Marrony den Fußballpokal 2021/22 gewinnen. Nachdem er in der Saison 2021/22 nur zu elf Einsätzen kam (sieben Superliga, ein Pokal, zwei UEFA Europa League 2021/22 und einem UEFA Europa Conference League 2021/22, keine Tore), wurde er Anfang Juli 2022 in seine Heimat an Fluminense Rio de Janeiro ausgeliehen. Die Leihe wurde auf ein Jahr befristet. Mit dem Klub konnte er im April 2023 den Gewinn der Staatsmeisterschaft von Rio de Janeiro gewinnen. Danach kehrte er wieder nach Dänemark zurück. Dort bremste ihn bald eine schwere Kreuzbandverletzung.

## Erfolge
CR Vasco da Gama
- Taça Guanabara: 2019

Atlético Mineiro
- Staatsmeisterschaft von Minas Gerais: 2020, 2021

Midtjylland
- Dänischer Fußballpokal: 2021/22
- Dänischer Meister: 2024

Fluminense
- Staatsmeisterschaft von Rio de Janeiro: 2023

## Privates
Marronys Cousin Ricardo Santos ist ebenfalls Profifußballer.